# اوگو سالسدو
اوگو سالسدو (انگلیسی: Hugo Salcedo؛ زادهٔ ۲۵ ژانویهٔ ۱۹۴۶) بازیکن و مربی فوتبال اهل ایالات متحده آمریکا بود.
وی به‌همراه تیم ملی فوتبال ایالات متحده آمریکا در بازی‌های المپیک تابستانی ۱۹۷۲ شرکت کرده‌است.